# 55 Cancri f
55 Cancri f, también catalogado como Rho1 Cancri f o Harriot (por la Unión Astronómica Internacional), es un planeta extrasolar situado aproximadamente a 41 años luz de la Tierra, en la constelación de Cáncer. 55 Cancri f es el cuarto planeta conocido (en distancia) de la estrella 55 Cancri y el primer planeta que haya recibido la designación «f».

## Descubrimiento
Aunque el anuncio del descubrimiento de este planeta ocurrió durante una reunión de la American Astronomical Society en abril de 2005, pasaron dos años y medio antes de que el mismo apareciera en una publicación científica. A diferencia de la mayoría de los planetas extrasolares conocidos, 55 Cancri f fue detectado por terceros cuando revisaban los datos ya publicados de su estrella, 55 Cancri A, y analizaban los cambios observables en su velocidad radial (obtenido a través de mediciones del efecto Doppler en el espectro electromagnético de la estrella).

## Órbita y masa
55 Cancri f, situado a unas 0,781 UA de distancia de su estrella, requiere 260 días para completar su órbita alrededor de esta. Debido a las limitaciones inherentes al método de velocidad radial utilizado para detectar la existencia de 55 Cancri f, solo puede conocerse su masa mínima, que es de aproximadamente 0.144 veces la masa de Júpiter, o 2.67 veces la de Neptuno. Un modelo kepleriano de los datos tomados acerca de la velocidad radial de 55 Cancri A indica que la órbita del planeta es consistente (es decir, circular); incluso la modificación de valores entre 0 y 0.4 no altera de manera significativa la estadística de Pearson del modelo, por lo que se supone una excentricidad representativa de 0.2 ± 0.2. Por otro lado, y bajo un modelo newtoniano donde se toma en cuenta la interacción entre los distintos planetas, el cálculo de la excentricidad arroja un resultado casi circular (0.0002).
Las observaciones astronométricas realizadas mediante el telescopio espacial Hubble indican que el planeta exterior 55 Cancri d posee una inclinación de 53° respecto del plano del cielo. En el caso de que dicha medición se confirmara y trabajando sobre el supuesto de que el sistema fuese coplanar, la masa verdadera de 55 Cancri f sería un 25 % mayor que el límite inferior, es decir, que tendría unas 0.18 veces la masa de Júpiter.

## Características

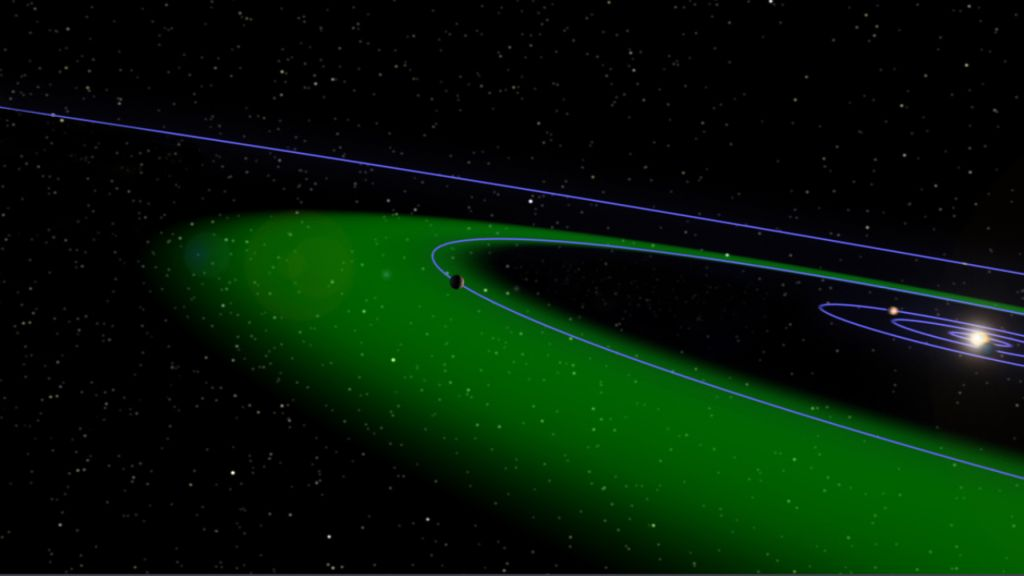
El planeta 55 Cancri f orbitando dentro de la zona de habitabilidad (señalada en color verde).

Puesto que el planeta fue detectado en forma indirecta mediante la observación de su estrella, se desconocen propiedades tales como su radio, composición y temperatura. Con la mitad de la masa de Saturno, probablemente 55 Cancri f sea un gigante gaseoso sin ninguna superficie sólida. Su órbita se halla dentro de la llamada «zona de habitabilidad», lo cual significa que podría existir agua líquida en la superficie de cualquier luna con la que pudiese contar.